# Красноборкі
Красноборкі (пол. Krasnoborki) — село в Польщі, у гміні Штабін Августівського повіту Підляського воєводства.
Населення — 279 осіб (2011).
У 1975-1998 роках село належало до Сувальського воєводства.

## Демографія
Демографічна структура станом на 31 березня 2011 року:
|          | Загалом | Допрацездатний вік | Працездатний вік | Постпрацездатний вік |
| -------- | ------- | ------------------ | ---------------- | -------------------- |
| Чоловіки | 144     | 34                 | 97               | 13                   |
| Жінки    | 135     | 19                 | 80               | 36                   |
| Разом    | 279     | 53                 | 177              | 49                   |